# Céline Bozon
Pour les articles homonymes, voir Bozon.
Céline Bozon, née le 21 avril 1975, est une directrice de la photographie française.
Elle est la sœur du réalisateur et critique de cinéma Serge Bozon.

## Biographie
Diplômée de La Fémis (département « Image », promotion 1999), elle travaille le plus souvent sur les films de jeunes réalisateurs français.
Elle est membre de l'Association française des directeurs de la photographie cinématographique.

## Filmographie
- 2001 : Tout est trop grand de Laurette Polmanss
- 2001 : Fantômes de Jean Paul Civeyrac
- 2002 : Le Doux Amour des hommes de Jean Paul Civeyrac
- 2002 : Mods de Serge Bozon
- 2003 : Un autre homme de Catherine Klein
- 2003 : Ni vue, ni connue de Dorothée Sebbagh
- 2003 : Les jours où je n'existe pas de Jean-Charles Fitoussi
- 2003 : Anna, 3 kilos 2 de Laurette Polmanss
- 2003 : Toutes ces belles promesses de Jean Paul Civeyrac
- 2004 : Tristesse beau visage de Jean Paul Civeyrac
- 2004 : L'Éclaireur de Djibril Glissant
- 2004 : Visions of Europe de Fatih Akiri, Barbara Albert, etc.
- 2004 : Exils de Tony Gatlif
- 2004 : Pork and Milk de Valérie Mréjen
- 2005 : Étoile violette d’Axelle Ropert
- 2005 : On est mort un million de fois de Dorothée Sebbagh
- 2005 : À travers la forêt de Jean-Paul Civeyrac
- 2006 : Transylvania de Tony Gatlif
- 2007 : La France de Serge Bozon
- 2009 : La Famille Wolberg d'Axelle Ropert
- 2009 : Le Bel âge de Laurent Perreau
- 2010 : La Reine des pommes de Valérie Donzelli
- 2010 : L'Autre monde de Gilles Marchand
- 2011 : Let My People Go! de Mikael Buch
- 2012 : L'Oiseau d'Yves Caumon
- 2013 : Pauline détective de Marc Fitoussi
- 2013 : Tip Top de Serge Bozon
- 2013 : Tirez la langue, mademoiselle d'Axelle Ropert
- 2014 : Le Beau Monde de Julie Lopes-Curval
- 2015 : Marguerite et Julien de Valérie Donzelli
- 2015 : Des Apaches de Nassim Amaouche
- 2017 : Félicité d'Alain Gomis
- 2017 : Madame Hyde de Serge Bozon
- 2019 : Vif-Argent de Stéphane Batut
- 2020 : Ibrahim de Samir Guesmi
- 2022 : Annie colère de Blandine Lenoir
- 2023 : La Bête dans la jungle de Patric Chiha